# Norilskij Nikiel Norylsk
Norilskij Nikiel Norylsk – rosyjski klub szachowy z siedzibą w Norylsku, zdobywca Pucharu Europy w 2001 roku.

## Historia
Klub został założony w 2000 roku przez przedsiębiorstwo Norilskij Nikiel. W 2001 roku klub zadebiutował w Priemjer-Lidze i uzyskał wicemistrzostwo. W tym samym roku Norilskij Nikiel zadebiutował w Pucharze Europy. Rosyjski klub wygrał wówczas pierwsze sześć spotkań – ze Slovanem Bratysława, Alkaloidem Skopje, Polonią Warszawa, Bosną Sarajewo, Werderem Brema i Petersburg Lentransgaz, a w ostatniej kolejce zremisował z Donbasem Ałczewsk. W turnieju zespół zdobył 13 punktów i wygrał trofeum. Kadrę drużyny stanowili wówczas Siergiej Dołmatow, Aleksandr Griszczuk, Siergiej Rublewski, Wadim Zwiagincew, Władimir Małachow, Aleksandr Rustemow, Igor Glek i Siergiej Smagin. W 2002 roku Norilskij Nikiel ponownie uzyskał wicemistrzostwo Rosji. W Pucharze Europy zespół wygrał spotkania z Reverté Albox, Donbasem Ałczewsk, Hapoelem Kefar Sawa, KSK Rochade Eupen-Kelmis, ŠK BM Kiseła Woda i NAO Chess Club, a przegrał z Bosną Sarajewo i w klasyfikacji końcowej zajął drugie miejsce, za bośniacko-hercegowińskim klubem. W kraju sezon 2003 po raz trzeci z rzędu Norilskij Nikiel zakończył zajęciem drugiego miejsca. W Pucharze Europy klub został sklasyfikowany na czwartej pozycji, po zwycięstwach z SK1968, Corporą Lipovec, Alkaloidem Skopje, Clichy-Echecs 92 i Wieśninką Mińsk, remisie z Tomsk-400 i porażce z Beer Sheva Chess Club. W 2004 roku zespół zdobył wicemistrzostwo Rosji, po czym nie uczestniczył już w rozgrywkach ligowych.

## Arcymistrzowie w historii klubu
- Jewgienij Bariejew[8]
- Wiktor Bołogan[9]
- Siergiej Dołmatow[8]
- Aleksiej Driejew[8]
- Aleksandr Gałkin[8]
- Igor Glek[8]
- Aleksandr Griszczuk[8]
- Michaił Kobalija[9]
- Aleksiej Korotyliow[9]
- Władimir Kosyriow[9]
- Władimir Małachow[8]
- Jewgienij Najer[9]
- Aleksander Oniszczuk[9]
- Siergiej Rublewski[8]
- Aleksandr Rustemow[8]
- Siergiej Smagin[8]
- Paweł Tregubow[8]
- Aleksandr Wołżyn[9]
- Wadim Zwiagincew[8]